# 八木泽教司
八木泽教司（日语：／ Yagisawa Satoshi，1975年4月3日- ），日本著名吹奏乐作曲家暨小号演奏家。
1975年4月3日出生于日本岩手县北上市，现在居住地在千叶县市川市。于武藏野音乐大学作曲科毕业，在大学与学院音乐研究科硕士课程学习结束后进行为期二年的有关现代日本传统音乐的研究工作。八木泽教司曾在浦田健次郎、田中均、萩原英彦等作曲家和关根刚二、户部丰和佐藤正人等小号演奏家的指导下学习。
他在接受了2003年于千叶县召开的第54届全国植树节主题音乐的编曲以外，也同时接受了以陆上自卫队东部方面音乐队、航空自卫队中部航空音乐队、千叶县吹奏乐联盟为首来自全国各地的管乐团新作的委讬着作，也常担任管乐指导、客席指挥及客座演讲，音乐杂志「The Flute」、「The Clarinet」、「The SAX」的执笔的编曲等，同时也是「21世纪之吹奏乐响宴」的作曲家会员。他是当今日本最活跃的年轻作曲家之一。

## 作品
八木泽教司的许多管弦乐作品中富有世界文化遗址的意境，其中包括：
- 西部交响乐，2003年
- 小号协奏曲，2003年
- 赞颂无尽的宇宙，2003年
- “摩艾” - 7个凝视着太阳的巨型雕像，2004年
- 空中都市 “马丘比丘” - 隐藏的太阳神庙之谜，2004年
- 地底都市 “卡帕多细亚” - 精灵栖息的奇形怪状的岩石，2005年
- 纳斯卡线条 - 地球上的宇宙绘图，2005年
- 太阳的赞歌 - 大地的鼓动，2005年
- 珀尔修斯 - 一个英雄在天堂的任务，2005年
- 海滨长廊，女人的保护伞 - 克劳德·莫奈的艺术作品，2007年
- 玛雅文明的巅峰，2008年
- 仰望泰山北斗，2008年
- 圣家堂的钟声 - 安东尼·高迪永恒的意志，2009年
- 新加坡摩天观景轮，2010年 （新加坡教育部委托作品；2011年新加坡青年节音乐乐队评审曲目）